# Antoine Chessex

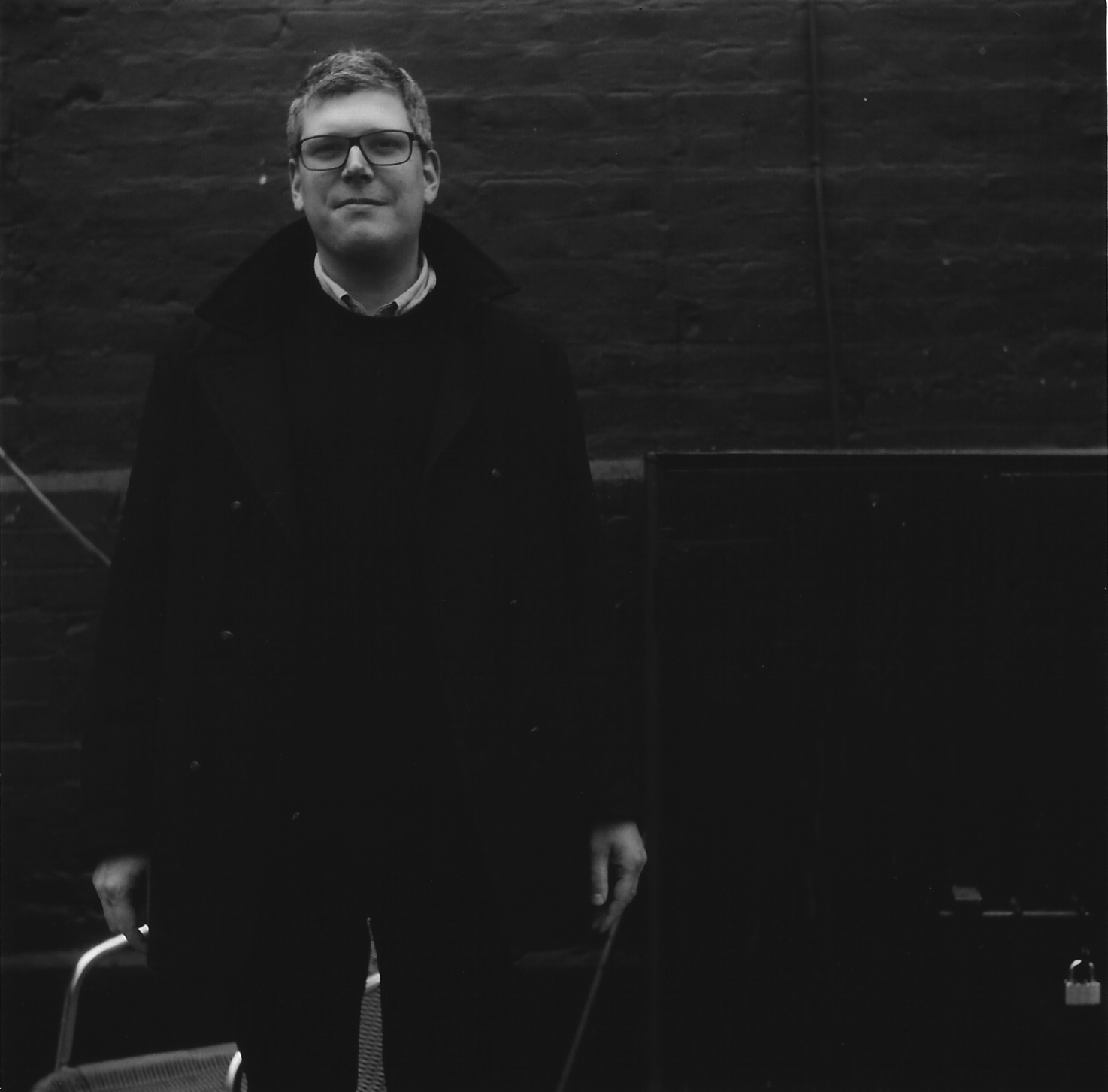
Antoine Chessex (2015)

Antoine Chessex (* 1980 in Vevey, Schweiz) ist ein Schweizer Komponist, Klangkünstler und Saxofonist.

## Leben
Als Komponist und Performer erschafft Chessex mannigfaltige Klangfiktionen, die die Plastizität von Raum und Zeit erkunden. Im Fokus seiner Arbeit steht die Auseinandersetzung mit physikalischen Aspekten von Klang und hörpsychologischen Phänomenen im Raum. Seine Kompositionen sind oft durch die Erzeugung von Klangflächen charakterisiert. Die Werke von Chessex haben über die Jahre die Grenzen zwischen Noise, Improvisation, notierte Neue Musik und Klangkunst überschritten. Er hat zusammen mit u. a. Zbigniew Karkowski, Jérôme Noetinger, Pat Thomas, Maja Ratkje, Axel Dörner, Voice Crack, Chris Corsano, Okkyung Lee, John Edwards, Michael Wendeberg und der Noise-Rock-Band Monno zusammengearbeitet.
Als Performer im Bereich der Noise- und Drone-Musik hat Chessex weltweit zahlreiche Solo-Auftritte gegeben wie u. a bei Clubtransmediale im Berghain (Berlin), INA/GRM Festival Présences électronique (Paris), Café OTO (London), Issue Project Room (New York), Unsound Festival (Krakow), Sound Forest Festival (Riga), Club Urga (Tokyo) oder LUFF Festival (Lausanne).
Zu Chessex’ jüngsten Kompositionen zählen Echo/Cide (im Auftrag von Eklekto), The Experience of Limit (für die Pianistin Tamriko Kordzaia), Plastic Concrete und Accumulation (im Auftrag von Apartment House in London), DUST für Streichtrio und Elektronik (im Auftrag von Pro Helvetia), Metakatharsis und Damage is Done (im Auftrag von Phoenix Ensemble, Basel), CHUTE (im Auftrag des Kammerensembles Neue Musik, Berlin), Schichten und Ritournelle Fulgurante (im Auftrag von Oh-ton Ensemble, Oldenburg), Furia (im Auftrag von Ensemble Werktag, Zürich), Schatten (im Auftrag von Sonar String Quartett, Berlin), Les Abîmes Hallucinés (im Auftrag von Ensemble Proton, Bern) sowie zahlreiche elektronische Werke und Klanginstallationen. Er veröffentlichte rund 20 Tonträger bei verschiedenen internationalen Labels.
Chessex kuratiert Plattformen und Festivals für experimentelle Klangkunst (IGNM Zürich, Textures Festival, Film in Sounds in Berlin) und ist Herausgeber der Publikation Multiple.
Er hielt Vorträge an der London University/Goldsmith College (London), Université Paris VIII, University of California (Davis), Hochschule für Gestaltung (Offenbach am Main), Sibelius Academy (Helsinki) und Ny Musikk foundation (Oslo).
Chessex ist zurzeit Dozent und Forscher an der Zürcher Hochschule der Künste, wo er an der Schnittstelle zwischen künstlerischer Forschung, Sound Studies und Cultural Studies arbeitet.

## Ehrungen und Auszeichnungen
- 2021 Künstlerpreis «Get Going» der Suisa Stiftung
- 2020 Schweizer Musikpreis des Bundesamts für Kultur
- 2018 Künstlerpreis «Werkjahr Komposition» der Stadt Zürich

## Diskografische Hinweise
- Antoine Chessex, Francisco Meirino, Jérôme Noetinger – Maiandros (Cave12, 2022)
- Echo/cide & The Experience of Limit (Tochnit-Aleph, 2020)
- Subjectivation (Rekem, Fragment Factory, 2018)
- Antoine Chessex, Apartment House & Jérôme Noetinger (Bocian records, 2016)
- Werktag (A tree in a field, 2015)
- Selected Chamber Music Works (Tochnit-Aleph, 2014)
- Multiple (Musica Moderna, 2014)
- Errances (Under, 2013)
- Dust (Cave12, 2011)
- Fools (Tourette, 2010)
- Coi Tormenti (Dilemma, 2010)
- Terra Incognita (Absurd, 2009)
- Power, Stupidity, Ignorance (Le Petit Mignon, 2009)
- Untitled Acoustic (Naivsuper, 2008)
- Lost in Destruction (Edition Zero, 2007)
- Silences (Tanzprocez, 2007)
- No (Imvated, 2004)

Mit Monno
- Cheval Ouvert LP (Le Petit Mignon/Staalplaat, 2016)
- Cheval Ouvert CD (Idiosyncratics, 2015)
- Ghosts (Conspiracy, 2009)
- Error (Conspiracy, 2006)
- Untitled (Soundimplant, 2004)
- Candle Light Technology (Subddeviant, 2003)